# Faisal II
Faisal II (àrab: فيصل, Fayṣal) (Bagdad 2 de maig de 1935 – 14 de juliol de 1958) fou rei de l'Iraq del 4 d'abril de 1939 fins que fou enderrocat i mort (junt amb altres membres de la família) per un cop d'estat militar el 14 de juliol de 1958, en què es va proclamar la república.

## Biografia
Era l'únic fill de Ghazi I i de la reina Aliya (segona filla d'Ali ibn Husayn d'Hedjaz). Ghazi va morir en accident d'aviació (mai aclarit) el 4 d'abril de 1939 i amb només tres anys Faisal II va pujar al tron sota la regència del seu oncle Abdul Ilah (de l'1 d'abril de 1941 a 1 de juny de 1941 el va substituir Sharaf ibn Rajih al-Fawwaz a causa d'una revolta militar favorable als alemanys però fou restaurat per les forces aliades) fins a la seva majoria el 2 de maig de 1953.
La seva pujada al tron va coincidir amb la II Guerra Mundial en la qual Iraq fou nominalment un aliat de la Gran Bretanya i dels Aliats. Patia ocasionalment atacs d'asma. Va estudiar a la Gran Bretanya amb Hussein de Jordània. El tractat anglo-britànic de 1948 que deixava en mans dels britànics algunes competències al país va ser mal rebut pels nacionalistes, que es van incrementar el 1955 amb la signatura del pacte de Bagdad que va originar massives protestes al carrer reprimides amb molts morts que van deteriorar el paper de la corona. El 1952 va visitar els Estats Units. Tenia com a conseller al seu oncle Abdul Ilah i al també oncle i general Nuri al-Said que va servir vuit vegades com a primer ministre (cinc amb Faisal II). Les coses anaven força bé en augmentar els ingressos pel petroli però la seva popularitat anava a la baixa. L'exemple de la revolució egípcia de 1952 va influir en els revolucionaris iraquians. El 1956 es van produir revoltes a Nadjaf i Hayy. L'afer del Canal de Suez amb la intervenció franco-britànica va exacerbar el nacionalisme àrab i la pressió per sortir del pacte de Bagdad. El febrer de 1957 l'oposició es va començar a coordinar en un Front Nacional Unit entre nacional demòcrates, independents, comunistes i el partit Baath; els militars hi eren propers i van formar el Comitè Suprem dels Oficials Lliures. Faisal va concedir als militars beneficis generosos esperant mantenir la seva lleialtat, però cada vegada més oficials passaven a l'oposició.
L'1 de febrer de 1958 Síria i Egipte es van unir en la República Àrab Unida. El 14 de febrer es va anunciar la Federació Àrab formada per Jordània i Iraq amb Faisal com a cap d'estat. L'estiu Jordània va demanar ajut als iraquians en el conflicte del Líban; les unitats enviades a Jordània dirigides pel coronel Abdul Karim Qassim van optar per marxar contra Bagdad en lloc d'anar al seu destí i el 14 de juliol van donar el cop d'estat. La guàrdia reial va rebre ordes de no resistir i Faisal es va entregar, però fou executat pel capità Abdul Sattar Sabaa Al-Ibousi (que dirigia el grup que assaltava el palau) junt al príncep hereu Abd al-Ilah, la princesa Hiyam (dona de l'anterior), la princesa Nafeesa (mare d'Abd al-Ilah) i la princesa Abadiya (tia de Faisal). També fou executat el primer ministre Nuri al-Said en un altre lloc. La monarquia fou abolida i es va establir un Consell Sobirà dels tres grups ètnics del país.

## Família
Es va casar el 1954 amb la princesa otomana Kıymet Osmanoğlu Sultan filla del príncep Şehzade Mehmed Şaban Osmanoğlu Efendi. Es va divorciar el 1956 i no van tenir fills. Llavors va demanar la mà de la filla de Muhammad Reza Shah de l'Iran, Shahnaz Pahlavi, però la proposta no fou aprovada. El 1958 estava en tràmit per casar-se amb Sabiha Fazila Khanum Sultan, filla del príncep Muhammad Ali Ibrahim Beyefendi d'Egipte.

## Rangs
Faisal va tenir els següents rangs:
- Almirall de la marina reial
- Mariscal de camp de l'exèrcit
- Mariscal de la Reial Força Aèria i vicemariscal honorari

## Primers ministres[2]
- 5 desembre 1938 - 31 maç 1940 Nuri Pasha al-Said, militar, HIW[3]
- 31 març 1940 - 3 febrer 1941 Rashid Ali al-Gaylani, HIW
- 3 febrer 1941 - 13 abril 1941 Taha Pasha al-Hashimi, militar
- 13 abril 1941 - 4 juny 1941 Rashid Ali al-Kaylani, HIW
- 4 juny 1941 - 10 octubre 1941 Jamil Bey al-Midfai, militar
- 10 octubre 1941 - 4 juny 1944 Nuri Pasha al-Said, militar, Ahd[4]
- 4 juny 1944 - 23 febrer 1946 Hamdi al-Bajaji
- 23 febrer 1946 - 1 juny 1946 Sulayman Tawfiq Bey al-Suwaidi, Ahsar[5]
- 1 juny 1946 - 21 novembre 1946 Arshad al-Umari
- 21 novembre 1946 - 29 març 1947 Nuri Pasha al-Said, Militar, Ahd, ID
- 29 març 1947 - 29 gener 1948 Sayyid Salih Jabr, UI[6]
- 29 gener 1948 - 26 juny 1948 Sayyid Muhammad as-Sadr
- 26 juny 1948 - 6 gener 1949 Muzahim al-Bajaji
- 6 gener 1949 - 10 desembre 1949 Nuri Pasha al-Said, Militar, ID[7]
- 10 desembre 1949 - 5 febrer 1950 Ali Jaudat al-Aiyubi, militar
- 5 febrer 1950 - 15 setembre 1950 Sulayman Tawfiq Bey al-Suwaidi
- 15 setembre 1950 - 12 juliol 1952 Nuri Pasha as-Said, militar, ID
- 12 juliol 1952 - 23 novembre 1952 Mustafa Mahmud al-Umari
- 23 novembre 1952 - 29 gener 1953 Nureddin Mahmud, militar
- 29 gener 1953 - 17 setembre 1953 Jamil Bey al-Midfai, militar
- 17 setembre 1953 - 29 abril 1954 Muhammad Fadhel al-Jamali
- 29 abril 1954 - 4 agost 1954 Arshad al-Umari
- 4 agost 1954 - 20 juny 1957 Nuri Pasha al-Said, Militar, ID
- 20 juny 1957 - 15 desembre 1957 Ali Jaudat al-Aiyubi, militar, UNF[8]
- 15 desembre 1957 - 3 març 1958 Abdul Wahhab Marjan
- 3 març 1958 - 18 maig 1958 Nuri Pasha al-Said, militar
- 18 maig 1958 - 14 juliol 1958 Ahmad Mukhtar Baban